# Rotten Tomatoes
Rotten Tomatoes är en webbplats som ägnar sig åt recensioner, information och nyheter om filmer och datorspel. De som arbetar med sidan söker igenom internet efter film- och spelrecensioner, som de sedan samlar in och publicerar på webbplatsen. Recensionerna hämtas från såväl stora som små amerikanska tidningar och både från dem med enbart nätupplaga och dem som har tryckt upplaga och nätupplaga.
Syftet med detta är att ge en nyanserad och allmän bild av vad de amerikanska kritikerna tycker. Har en recensent givit betyget under 3/5, blir det en negativ recension. Har den över 3/5 räknas det som en positiv recension. Därefter räknas kvoten mellan negativa och positiva recensioner ut. Förespråkarna hävdar att detta system ska vara ett snabbt och enkelt sätt att se vilket betyg filmen fått generellt medan andra hävdar att detta bara gör det krångligare att se vilket betyg filmen fått i genomsnitt.
Namnet på webbplatsen härstammar från den gamla företeelsen att kasta ruttna tomater eller andra saker på dem som gör ett riktigt dåligt scenframträdande.
Rotten Tomatoes ägs av Flixster som köptes upp av Warner Bros. i maj 2011.